# Les Alcubles
Les Alcubles (en castellà i oficialment, Alcublas, i en la parla xurra, Las Alcublas) és un municipi del País Valencià que es troba a la comarca dels Serrans.

## Geografia
Municipi situat en el vessant sud de la zona muntanyosa d'enllaç entre la Serra Calderona i la Serra d'Andilla, que separa les conques del Túria i el Palància. El relleu del terme no és molt accidentat, caracteritzant-se per l'existència de foies i plans rodejats de turons de mitjana elevació. Esta característica va permetre la instal·lació d'un aeròdrom en el Pla de la Bassa, en 1936. Les principals altures són Pedròs (878 m.), Els Molins (904 m.), Verdinal (614 m.) i la Solana (1.123 m.).
El terme no té corrents fluvials importants, sent l'única a destacar la rambla d'Alcubles, que dona origen a la rambla d'Artaix. En la part sud del terme hi ha muntanyes cobertes de pinedes; en la resta hi ha pastos i baixa muntanya (romer, espígol, etc.).
La vila està en la capçalera de la rambla d'Alcubles, en una àmplia foia rodejada per diversos turons, molt pròxima al límit amb Andilla.

### Límits
Les Alcubles limita amb els següents termes municipals: Andilla (a la mateixa comarca); Llíria (al Camp de Túria); Altura, Xèrica i Sacanyet (a l'Alt Palància).

### Accés
S'accedix a esta localitat, des de València, prenent la CV-35 fins a enllaçar amb la CV-339 i després continuar per la CV-245.

## Història
La referència històrica sobre el municipi de les Alcubles més antiga que es coneix és la Reial Cèdula atorgada pel rei Jaume I, a Lleida el 10 d'abril de l'any 1257, per la que fa donació de les Viles de les Alcubles a favor de Teresa Gil de Vidaure en el regne de València i assenyala els seus límits amb els termes de Llíria, Andilla, Begís, Xèrica i Altura.
| « | per nos et nostros damus, concedimus, et asignamus per hereditatem propriam, francham et liberam, vobis, dompna Teresia Gil de Vidaure, et vestris, imperpetuum, villarum que est vocatum Les Alcubles, in regno Valentie, cum terminis et pertinentiis suis omnibus, sicut termini eiusdem dividuntur et terminantur cum terminis de Liria, et de Andilla, et de Begis, et de Exerica, et cum terminis de Altura. | » |

Anteriorment a esta data no es tenen referències, si bé pel seu topònim d'origen musulmà al-qibla es pensa que va poder ser fundat per estos i que formava part de la taifa d'Alpont.
Després de pertànyer a diferents senyors va arribar a ser propietat de Martí I l'Humà, fill de Pere IV el Cerimoniós. Martí I havia sigut el fundador de la cartoixa de Vall de Crist, i per a dotar-la de rendes per a la seua subsistència va donar les viles de les Alcubles i Altura a la mateixa per Reial Cèdula el dia 1 de gener de 1407. El prior de la cartoixa va prendre possessió d'Altura el 26 de març, i de les Alcubles, el 28 del mateix mes i any. Esta situació es va prolongar durant 427 anys, fins que en 1835 es va publicar el decret pel qual se suprimien els monestirs i convents religiosos que tingueren dotze professos i es procediria a la venda dels seus béns. La cartoixa de Vall de Crist va ser abandonada el 4 de setembre de 1835 i venuda a particulars.
El dia 7 de setembre de 1836, durant la primera guerra carlina, va tindre lloc una batalla en els afores de les Alcubles en la que Llagostera va sorprendre a Antonio Buil y Raso, que pernoctava amb el seu exèrcit en el municipi, i va infligir una greu derrota a l'exercite liberal, causant-li més de 400 baixes. A l'estiu de 1885 es va declarar una terrible epidèmia de còlera morbo, el 29 de juny es declarà la primera defunció per còlera morbo i en els dies successius fins al 7 d'agost es van produir 334 defuncions sobre una població de 2.650 habitants. La màxima virulència de l'epidèmia es va produir entre el dia 12 i el 27 de juliol, on en només 16 dies van morir 291 habitants, sent especialment tràgic la defunció de més de 70 menors de 5 anys.
Durant la Guerra civil es va instal·lar en el pla de la Basseta, al nord del poble junt amb la carretera que unix el poble amb Altura, un aeròdrom avançat, els vestigis del qual són visibles en l'actualitat. Els vestigis estan a uns 2,5 km del poble en la carretera que porta a la Cova Santa, i són un parell d'edificis i un búnquer, este últim el que més original es conserva: Un dels edificis, el més apartat de la carretera, ha sigut usat com a corral per al bestiar, i pel que es veu com a casa improvisada d'algun indigent. Durant molts anys, just al costat de la carretera es podien veure les ruïnes d'altres dos edificis, però a principis de la dècada dels 90, se "van restaurar", és a dir entre els dos van construir una caseta de refugi. A l'altre costat de la carretera, i enmig d'una vinya, estan les dues entrades del búnquer, que és com un túnel, amb dues o tres revoltes per davall de terra, així malgrat que l'entrada i l'eixida estan prou prop una d'una altra, el túnel és prou llarg i s'ha acumulat pedra procedent de les terres de labor limítrofes, encara que continua sent accessible.

### Topònim
El nom d'Alcubles ve a significar "migdia" o "ajuntament de gents" segons es consulten els autors, en les referències històriques el nom apareix en plural Les Alcubles el que pareix indicar que va estar formada per uns quants caserius d'èpoques anteriors hi ha restes o jaciments disseminats pel terme municipal.

## Demografia
| 1990 | 1992 | 1994 | 1996 | 1998 | 2000 | 2002 | 2004 | 2006 | 2007 |
| ---- | ---- | ---- | ---- | ---- | ---- | ---- | ---- | ---- | ---- |
| 914  | 859  | 858  | 837  | 857  | 854  | 835  | 794  | 795  | 829  |

## Economia
Existixen dins del terme terrenys dedicats a diversos cultius: vinyes, cereals, oliveres, ametlers i figueres. El vi i l'oli són les principals produccions. Per l'abundància de plantes aromàtiques hi ha gran dedicació apícola, així com d'obtenció d'essència d'espígol.

## Política i govern

### Composició de la Corporació Municipal
El Ple de l'Ajuntament està format per 7 regidors. En les eleccions municipals de 26 de maig de 2019 foren elegits 6 regidors del Partit Socialista del País Valencià-PSOE (PSPV-PSOE) i 1 del Partit Popular (PP).
| Eleccions municipals de 26 de maig de 2019 - les Alcubles                                                                     |                                          |                                     |                                     |      |          |          |
| Candidatura | Candidatura                              | Candidatura                         | Cap de llista                       | Vots | Vots     | Regidors |
| | Partit Socialista del País Valencià-PSOE |                                     | Blanca Rosa Pastor Cubillo          | 311  | 75,85%   | 6 (+2)   |
| | Partit Popular                           |                                     | José Civera Calvo                   | 93   | 22,68%   | 1 (-2)   |
| | Vots en blanc                            |                                     |                                     | 6    | 1,4%     |          |
| Total vots vàlids i regidors                                                                                                  | Total vots vàlids i regidors             | Total vots vàlids i regidors        | Total vots vàlids i regidors        | 410  | 100 %    | 7        |
| | Vots nuls                                | Vots nuls                           | Vots nuls                           | 50   | 10,87%   |          |
| Participació (vots vàlids més nuls)                                                                                           | Participació (vots vàlids més nuls)      | Participació (vots vàlids més nuls) | Participació (vots vàlids més nuls) | 460  | 80,99%** |          |
| Abstenció | Abstenció                                | Abstenció                           | Abstenció                           | 108* | 19,01%** |          |
| Total cens electoral | Total cens electoral                     | Total cens electoral                | Total cens electoral                | 568* | 100 %**  |          |
| Alcaldessa: Blanca Rosa Pastor Cubillo (PSPV) (15/06/2019) Per majoria absoluta dels vots dels regidors                       |                                          |                                     |                                     |      |          |          |
| Fonts: JEC, JEZ Llíria, M. Interior, Periòdic Ara. (* No són vots sinó electors. ** Percentatge respecte del cens electoral.) |                                          |                                     |                                     |      |          |          |

### Alcaldes
| Període                       | Alcalde o alcaldessa                                      | Partit polític | Data de possessió     | Observacions |
| ----------------------------- | --------------------------------------------------------- | -------------- | --------------------- | ------------ |
| 1979–1983                     | Jaime Santolaria Domingo                                  | Independent    | 19/04/1979            | --           |
| 1983–1987                     | Jaime Santolaria Domingo                                  | OIV            | 28/05/1983            | --           |
| 1987–1991                     | José Vicente Cerverón Sebastián                           | PSPV-PSOE      | 30/06/1987            | --           |
| 1991–1995                     | José Vicente Cerverón Sebastián                           | PSPV-PSOE      | 15/06/1991            | --           |
| 1995–1999                     | Salvador Domingo Mañes                                    | PP             | 17/06/1995            | --           |
| 1999–2003                     | Fernando Pérez Domingo                                    | PP             | 03/07/1999            | --           |
| 2003–2007                     | Fernando Pérez Domingo                                    | PP             | 14/06/2003            | --           |
| 2007–2011                     | Manuel Civera Salvador                                    | PSPV-PSOE      | 16/06/2007            | --           |
| 2011–2015                     | Manuel Civera Salvador Santiago Antonio Cabanes Navarrete | PSPV-PSOE      | 11/06/2011 20/03/2015 | Dimissió --  |
| 2015–2019                     | Blanca Rosa Pastor Cubillo                                | PSPV-PSOE      | 13/06/2015            | --           |
| 2019-2023                     | Blanca Rosa Pastor Cubillo                                | PSPV-PSOE      | 15/06/2019            | --           |
| Des de 2023                   | n/d                                                       | n/d            | 17/06/2023            | --           |
| Fonts: Generalitat Valenciana |                                                           |                |                       |              |

## Monuments
- Església de Sant Antoni. La part més antiga data del segle xiii, posteriorment se li van afegir obres accessòries donat el creixement demogràfic del segle xvii. En 1633 es va acordar construir un campanar donat l'estat ruïnós de l'antiga torre i de la sagristia. El nou campanar va perdurar tres segles, fins que es va desplomar el 22 de maig de 1946. De l'antiga torre solament queden els primers metres, per això la base és més gran que la resta de la torre. La part superior es va acabar amb maó donats els precaris recursos de la població en la postguerra. Les voreres que envolten l'església són de marbre negre de La Pedrera. Es va declarar Bé de Rellevància local el 2007, segons apareix al DOCV Núm. 5.449. Té unes pintures murals gòtiques de l'any 1411.[6][7]
- Ajuntament. Edifici del segle xvii. Les seues obres van començar en 1603 i consta de planta baixa i 2 pisos. Té una planta de 12 x 25 metres de profunditat. L'obra és de maçoneria, amb parets llises i porta amb arc de mig punt. Els brancals i llinda són de pedra de La Pedrera. En la façana figuren l'escut i l'any de construcció. L'edifici ha sofert dues restauracions, l'una en 1912 i l'altra en 1979.
- Plaça i Font de Sant Agustí. La font data del segle xvii. Abans de la seua descoberta i construcció no existia a les Alcubles cap font i l'aigua s'extreia de pous, els quals ja eren insuficients per a la població. Després d'una llarga recerca es va trobar la font el 28 d'agost de 1618, festivitat de Sant Agustí, i del nom del sant del dia li ve el nom a la font. Les obres de conducció van finalitzar en 1628.
- La Mena. Impressionant obra del segle xvii per a la conducció de l'aigua de la font de Sant Agustí. Va tindre una importància cabdal per al poble.
- Pont de la Rambilla. Pont construït amb la pedra de l'antiga torre després del seu esfondrament per a salvar la Ramblilla, ja que en èpoques de tempestes l'aigua impedia travessar-la.
- Els Molins. Molins on antigament es molia el gra, han sigut restaurats. Des de la muntanya on estan ubicats es pot apreciar una bella panoràmica del poble.

## Llocs d'interés
- Font de la Salut. Font situada fora del nucli urbà en un parc amb grans pins. El mobiliari del parc ho constituïxen antigues peces dels molins de les almàsseres.
- Paratge natural L'Esperança.
- Paratge natural La Solana i Barranc de la Lucia.

## Festes locals
- Sant Antoni Abad. Se celebren estes festes el 17 de gener.
- Romeria a la Cova Santa. El primer dissabte de maig té lloc la romeria al santuari de la Mare de Déu de la Cova Santa (Altura), distant 13 quilòmetres del poble, fent el viatge d'anada i tornada a peu gran nombre de romers.
- Festes en honor de la Mare de Déu de la Salut. Se celebren a l'agost, normalment entre el tercer i quart cap de setmana del mes.

## Esports
Les Alcubles és dels darrers municipis de la comarca on encara es practica la modalitat de pilota valenciana de la perxa, que allí és coneguda com a palico. La localitat disposa d'un club pilotari on es reunixen els aficionats.